# Arthur Johns
Arthur Johns (30 ottobre 1889 – 4 settembre 1947) è stato un ingegnere del suono statunitense.
Ha vinto l'Oscar ai migliori effetti speciali nell'edizione del 1946 per il suo lavoro nel film L'uomo meraviglia. È stato candidato al medesimo premio nelle edizioni del 1940 per Via col vento , nell'edizione del 1941 per Rebecca - La prima moglie e nell'edizione del 1945 per Da quando te ne andasti.